# Chucho Valdés
Chucho Valdés   (Quivicán, 9 d'octubre de 1941) nom artístic de Dionisio Jesús Valdés Rodríguez, és un pianista cubà de jazz afrocubà, fundador del grup Irakere.

## Biografia
És pianista, compositor, professor de música i director de grup, va començar de ben petit, a casa seva, sota la influència del seu pare, també pianista, i de la seva mare, Pilar Rodríguez, professora de cant i de piano. Amb 3 anys ja tocava el piano.
Amb cinc anys va començar a anar a classes de piano, de teoria i de solfeig amb Óscar Muñoz Boufartique, estudis que va acabar al Conservatori Municipial de Música de L'Havana amb catorze anys. Va perfeccionar el seu coneixement musical amb Zenaida Romeu, Rosario Franco, Federico Smith i en composició amb Leo Brouwer.

### Activitat professional
Les primeres sessions enregistrades de Chucho Valdés com a líder van tenir lloc a finals de gener de 1964 als estudis Areíto de l'Havana (antics estudis Panart) propietat de la recentment formada EGREM. Aquestes primeres sessions van incloure Paquito D'Rivera al saxo alt i clarinet, Alberto Giral al trombó, Julio Vento a la flauta, Carlos Emilio Morales a la guitarra, Kike Hernández al contrabaix, Emilio del Monte a la bateria i Óscar Valdés Jr. a les congues. Al llarg de les dècades del 1960 i del 1970, aquests serien els membres del seu combo de jazz, la formació del qual canviava sovint, de vegades incloent-hi els baixistes Cachaíto i més tard Carlos del Puerto, i els bateria Guillermo Barreto i més tard Enrique Plá.
Amb quinze anys va formar el seu primer trio de jazz amb Emilio del Monte i Luis Rodríguez. El desembre del 1958 va treballar com a pianista als hotels Deauville i Saint John de L'Havana. El 1959 va debutar a l'orquestra Sabor de Cuba dirigida pel seu pare, on va conèixer cantants importants de l'època com Rolando Laserie, Fernando Álvarez i Pío Leyva.
Entre el 1961 i el 1963 va treballar com a pianista al teatre Martí, de L'Havana, i a l'orquestra del teatre musical de la capital. Aquell any, per recomanació de Leo Brouwer, va crear el seu combo, al qual el 1965 va entrar Amado Borcelá «Guapachá».
El 1967, Chucho i els seus companys de banda van esdevenir membres fundadors de l'Orquesta Cubana de Música Moderna, juntament amb molts altres músics cubans coneguts. Aquesta gran orquestra estel·lar acompanyaria cantants com Elena Burke i Omara Portuondo. Va acabar sent el líder del grup, i el 1970 va debutar al Festival Internacional de Jazz Jamboree a Polònia, convertint-se en el primer grup cubà que va participar en un festival d'aquest gènere a l'estranger, on fou felicitat per Dave Brubeck i va entrar entre els cinc millors pianistes del món juntament amb Bill Evans, Oscar Peterson, herbie Hancock i Chick Corea.
El 1972, després de gravar l'LP Jazz Batá amb Carlos del Puerto i Óscar Valdés, Chucho va decidir ampliar el format afegint metalls i bateria, funda aleshores el 1973 Irakere, considerat el grup més important a la història de la música cubana a la segona meitat del segle xx, un explosiva mescla de jazz, rock, música clàssica i tradicional cubana, un so mai abans sentit que va revolucionar la música llatina. Amb Irakere va desenvolupar una gran tasca creadora que va conjugar les arrels de la música local amb la música més contemporània.
El 1998 va començar a treballar amb un format quartet i la vocalista Mayra Caridad Valdés, amb èmfasi en el piano com solista i veu líder. El 2009 va gravar el disc Chucho's Steps i va fer-ne gires el 2010 i el 2012.
El 2012 va formar un quintet, una combinació mescla de Yaroldy Abreu, Dreiser Durruthy Bombalé, Gastón Joya i Rodney Barreto. Amb aquest format va gravar a finals d'any Border-free.
El 16 d'octubre de 2006, Chucho Valdés va ser nomenat ambaixador de bona voluntat de l'Organització de les Nacions Unides per a l'Agricultura i l'Alimentació (FAO).
Com a solista, ha guanyat set premis Grammy i quatre premis Grammy Llatins.

## Discografia
- Misa Negra (1979) Premi Grammy
- Habana Crisol (1997) Premi Grammy
- Live at Village Vanguard (2000) Premi Grammy
- Canciones Inéditas (2002) Grammy Llatí
- Nuevas Concepciones (2004) Grammy Llatí
- Juntos para siempre (2009-2010) Grammy Llatí i Premi Grammy
- Chucho´s Steps (2011) Premi Grammy